# Niemisjärvi (sjö, lat 62,25, long 26,38)
Niemisjärvi är en sjö i Finland. Den ligger i kommunen Hankasalmi i landskapet Mellersta Finland, i den södra delen av landet, 240 km norr om huvudstaden Helsingfors. Niemisjärvi ligger 99,9 meter över havet. Den är 12,37 meter djup. Arean är 8,12 kvadratkilometer och strandlinjen är 39,45 kilometer lång. Sjön  ingår i Kymmene älvs huvudavrinningsområde.   I omgivningarna runt Niemisjärvi växer i huvudsak blandskog.